# Circourt
Circourt település Franciaországban, Vosges megyében. Lakosainak száma 80 fő (2022. január 1.). Circourt Madonne-et-Lamerey, Bocquegney, Bouxières-aux-Bois, Damas-et-Bettegney, Derbamont és Hennecourt községekkel határos.

## Népesség
A település népességének változása:
| Lakosok száma | 77   | 84   | 90   | 88   | 87   | 87   | 85   | 82   | 80   |
|               | 2013 | 2015 | 2016 | 2017 | 2018 | 2019 | 2020 | 2021 | 2022 |